# Sunbow Entertainment
Sunbow Entertainment foi um estúdio de animação, fundado em 1980 e de propriedade, até 1998, da Griffin-Bacal Advertising em Nova York. Os primeiros trabalhos produzidos para a Griffin-Bacal estavam produzir os comerciais animados para a linha de brinquedos G.I. Joe da Hasbro.
O sucesso dos comerciais animados fez com que os parceiros Tom Griffin e Joe Bacal formassem a Sunbow Productions.

## Empresa
A Sunbow é conhecida por muitos desenhos que foram ao ar durante a década de 1980. A maioria do seus trabalhos foram co-produzidos com a Marvel Productions (agora parte da The Walt Disney Company). Embora não se limite aos produtos da Hasbro, vários brinquedos de sua reputação estão ligada à séries de desenhos animados muitos ligados a eles. Sua animação foi inicialmente produzida pelo estúdio de animação japonesa Toei Animation, complementado pelo estúdio sul-coreano de animação AKOM. Em 1987, a maioria das linhas de brinquedos da Hasbro estavam perdendo dinheiro e várias lutas internas forçou a empresa a encerrar séries populares como GI Joe e Transformers. Dois dos filmes animados da Sunbow, (Transformers: The Movie e My Little Pony: The Movie) fracassaram nas bilheterias, forçando um terceiro projeto, GI Joe: The Movie, que foi lançado diretamente para home vídeo. Sunbow também trabalhou com a TMS Entertainment com Hasbro's Visionaries: Knights of the Magical Light, e um episódio da 3ª temporada de The Transformers.
Em uma tentativa de produzir material original, a Sunbow produziu vários desenhos animados no início de 1990, como The Nudnik Show, The Tick e Conan the Adventurer. Destes, apenas Tick conseguiu ganhar popularidade e aclamação da crítica.
Em 28 de abril de 1998, a Sunbow Entertainment foi comprada pela Sony Wonder, uma divisão da Sony Music. A produção da Sony Wonder TV e ativos de distribuição, juntamente com Sunbow foram vendidos para os EUA em 20,5 milhões dólares em 3 de outubro de 2000 ao grupo de animação alemã TV Loonland AG, que depois comprou a Metrodome Distribution, que tinha os direitos europeus para o catálogo da Sunbow.
Anteriormente, a Rhino Entertainment detinha os direitos de distribuição nos EUA para o catálogo da Sunbow. Os direitos depois mudaram de mãos para a Sony Wonder com a aquisição do catálogo. No entanto, a Sony Wonder foi fechada em março de 2007.
Em maio de 2008, a Hasbro lançou a notícia de que ele havia obtido os direitos para todos os produtos da Sunbow e os desenhos animados co-produzidos pela Marvel e baseados em suas propriedades. Isso inclui Transformers, G.I. Joe, My Little Pony, Jem e as Hologramas e muitos mais.
A TV-Loonland AG entrou com pedido de falência no final de 2009, e seus ativos foram adquiridos pela empresa alemã M4e AG em 2011, que incluía todas as propriedades não-Hasbro da Sunbow.